# Zündflamme
Eine Zündflamme, auch Pilotflamme genannt, ist eine ständig brennende, kleine Flamme, die zur Zündung von Gasgeräten wie Heizkesseln und Durchlauferhitzern dient, die jederzeit selbsttätig in Betrieb gehen können, ohne dass ein Eingriff des Nutzers nötig wäre.
Öffnet sich das Gasventil des Brenners, so entzündet sich das ausströmende Gas an der Zündflamme. Eine Zündsicherung unterbricht beim Erlöschen der Zündflamme die Gaszufuhr des Gerätes.
Bei modernen Geräten wird meist eine elektrische Funkenzündung eingesetzt, wodurch die Zündflamme überflüssig wird.

## Betriebskosten
Die Leistung einer Zündflamme beträgt etwa um die 110 bis 120 Watt, wobei es im Einzelfall erhebliche Abweichungen geben kann. Der Energieverbrauch beträgt damit etwa 960 bis 1050 kWh oder je nach Brennwert und Zustandszahl gut 90 m³.
Die Pilotflamme trägt auch im Winter kaum zur Raumerwärmung bei, da die von ihr erwärmte Luft meist vom Kaminzug unmittelbar über Schornstein abgeleitet wird. Die Pilotflamme von verbrauchsgesteuerten Geräten (z. B. Brauchwassertherme) bei Nichtnutzung zu löschen, spart dementsprechend erheblich Energie, führt aber zu einem erhöhten Verschleiß der Mechanik durch hohe Schaltzyklen, für die sie nicht ausgelegt ist.

## Pyrotechnik
In der Pyrotechnik dient sie als Zündlicht als Anzündmittel. Auch hier kommen inzwischen vermehrt Elektrozünder zum Einsatz.